# Agrostis oregonensis
Agrostis oregonensis är en gräsart som beskrevs av George Vasey. Agrostis oregonensis ingår i släktet ven, och familjen gräs. Inga underarter finns listade i Catalogue of Life.